# Ździeblarzowate

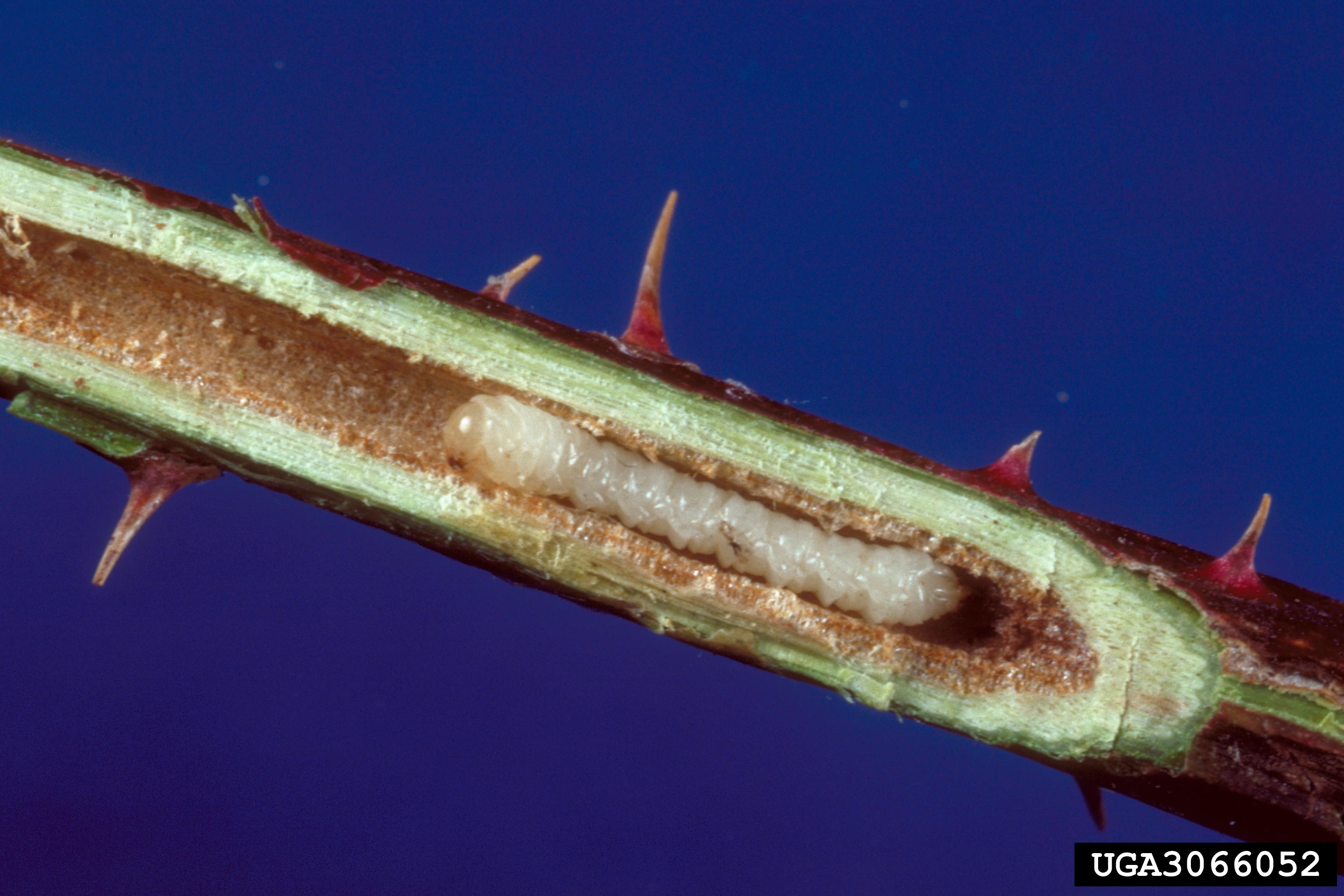
Larwa Hartigia trimaculata w pędzie róży

Ździeblarzowate (Cephidae) – rodzina owadów z rzędu błonkówek i podrzędu rośliniarek, obejmująca około 170 opisanych gatunków.
Błonkówki te wyróżniają się od innych rośliniarek bardzo smukłym ciałem, przez co mogą przypominać gąsienicznikowate. Ich głowa jest kulistawa. Skleryty szyjne są wydłużone. Użyłkowanie przedniego skrzydła cechuje żyłka radialna na całej długości biegnąca blisko żyłki kostalnej i przylegająca do niej. Między pierwszym a drugim segmentem odwłoka znajduje się grzbietobrzuszne przewężenie. Narządy rozrodcze samców cechują harpes zlane z gonocardo.
Larwy mają nieczłonowane i pozbawione pazurków odnóża tułowiowe oraz pozbawiony posuwek i zakończony kolcami odwłok. Są fitofagami żerującymi drążąc tunele w źdźbłach traw oraz gałęziach krzewów i drzew. Niektóre z nich są uznawane za groźne szkodniki zbóż, np. ździeblarz pszeniczny.
Większość gatunków, w tym prawie wszystkie Cephinae, zasiedla Holarktykę, a zwłaszcza strefę umiarkowaną i borealną. Pojedyncze gatunki notowane są w Wietnamie, na Borneo i Celebesie. Athetocephinae są endemitami Madagaskaru, a Australcephinae występują tylko w krainie australijskiej. W Polsce stwierdzono 19 gatunków (zobacz: ździeblarzowate Polski)

## Systematyka i ewolucja
Do rodziny tej należy około 170 opisanych gatunków, zgrupowanych w 24 rodzajach i 4 podrodzinach, w tym:
- podrodzina: †Cuspilonginae Kopylov et Rasnitsyn, 2016
  - Caenocephus Konow, 1896
- podrodzina: Athetocephinae
  - Athetocephus Benosn, 1935[7]
- podrodzina: Australcephinae Smith et Schmidt, 2009
  - Australcephus Smith et Schmidt, 2009[8]
- podrodzina: Cephinae
  - Aridus Smith, 1900
  - Caenocephus Konow, 1896
  - Calameuta Konow, 1896
  - Cephus Latreille, 1802
  - Characopygus Konow, 1899
  - †Cuspilongus Archibald et Rasnitsyn 2015
  - †Electrocephus Konow, 1897
  - Hartigia Schioedte, 1838
  - Heterojanus Wei et Xiao, 2011[12]
  - Hissarocephus Gussakovkij, 1945
  - Janus Stephens, 1835
  - Magnitarsijanus Wei, 2007[13]
  - Pachycephus Stein, 1876
  - Stigmajanus Wei, 2007[13]
  - Syrista Konow, 1896
  - Trachelus Jurine, 1807
  - Uroqrista Maa, 1944
- podrodzina: incertae sedis
  - †Mesocephus Rasnitsyn, 1968

Ździeblarzowate wraz z wyłącznie mezozoicznymi sepulkowatymi tworzą nadrodzinę ździeblarzowców (Cephoidea). W zapisie kopalnym ździeblarzowate są słabo reprezentowane. Najstarsze znane gatunki pochodzą z wczesnej kredy: Mesocephus sibiricus i Cuspilongus ghilarovi. Z kredy późnej znane są 2 gatunki z rodzaju Mesocephus. Oprócz nich w zapisie kopalnym zachowały się jeszcze 3 gatunki z eocenu, w tym jeden ze współczesnego rodzaju Janus.